# Paratendipes basidens
Paratendipes basidens är en tvåvingeart som beskrevs av Henry Keith Townes, Jr. 1945. Paratendipes basidens ingår i släktet Paratendipes och familjen fjädermyggor. Inga underarter finns listade i Catalogue of Life.